# أصداف الفنجان
أصداف الفنجان (الاسم العلمي Calyptraeidae)، فصيلة حيوانات بحرية من الرخويات بطنيات الأرجل. وتشمل هذه العائلة البابوج (Crepidula) والقواقع الصينية القبعة (Calyptraea) وقواقع الأطباق والكؤوس (الأنواع القشرية) وغيرها.